# Consuelo Tomás
Pour les articles homonymes, voir Tomas.
Consuelo Tomás Fitzgerald (Bocas del Toro, 1957) est une actrice en spectacles de marionnettes, dramaturge, poétesse, romancière et coordinatrice médiatique panaméenne. 
Elle est actuellement productrice et rédactrice en chef de la station radiophonique Crisol FM, du Système Étatique de Radio et Télévision (SERTV (es)) ; elle est membre de l'Association Culturelle AlterArte et du Comité exécutif du Project pour la Formation Théâtrale en Amérique centrale (Carromato).

## Livres
- Confieso estas Ternuras y estas rabias (Poesía, Formato 16, 1983)
- Las preguntas indeseables (Poesía, Ed. Formato 16, 1985)
- Cuentos Rotos (Narrativa, Ed. Mariano Arosemena, 1991)
- Motivos Generales (Poesía, Ed. Buho, República Dominicana, 1992)
- Apelaciones (Poesía, Col. Antologías y Homenajes, Ed. Mariano Arosemena, 1993)
- El Cuarto Edén (Poesía, Epic Publications, 1985)
- Inauguración de la Fe (Narrativa, Col. Premio, Ed. Mariano Arosemena, 1995)
- Agonía de la Reina (Poesía, Col. Premio, Ed. Mariano Arosemena, 1995)
- Libro de las Propensiones (Poesía, 2000)
- Evangelio según San Borges (Teatro, Ed. Mariano Arosemena, 2005),
- Pa'na'má Quererte (narrativa, 2007).

## Prix
- Premier Prix du Concours Littéraire Ouvrier, 1979
- Concours Littéraire «Ricardo Miró», 1994